# Gaetano Caracciolo
Gaetano Caracciolo (Napoli, 19 dicembre 1837 – Roma, 20 marzo 1909) è stato un politico italiano.
Fu senatore del Regno d'Italia nella XVII legislatura.